# Club Sportivo Luqueño
Il Club Sportivo Luqueño è una società calcistica paraguaiana con sede nella città di Luque.
Milita in División Profesional, massima serie del campionato paraguaiano di calcio.

## Storia
Il club fu fondato nel 1921, allorché tre squadre di Luque - Marte Atlético, General Aquino e Vencedor - decisero di confluire in un'unica squadra, che fu chiamata Sportivo Luqueño. Dopo appena tre anni dalla sua nascita, il club era già in prima divisione a lottare per il titolo nazionale. Lo Sportivo Luqueño vinse due titoli nazionali nel 1951 e nel 1953 come allenatore Vessillo Bartoli. Hanno inoltre vinto il torneo di Apertura 2007 del campionato paraguaiano.

## Uniforme
| Período     | Proveedor      |
| ----------- | -------------- |
| 1982        | Le Coq Sportif |
| 1984 - 1988 | Textil Parana  |
| 1989 - 1992 | Puma           |
| 1993        | Le Coq Sportif |
| 1994 - 1997 | Lotto Sport    |
| 1998 - 1999 | Puma           |
| 2000 - 2001 | Topper         |
| 2002 - 2005 | Puma           |
| 2006        | Lotto Sport    |
| 2007 - 2019 | Puma           |
| 2020        | Lotto Sports   |
| 2021        | Kyros          |

## Statistiche

### Risultati nelle competizioni CONMEBOL
- Copa Libertadores: 3 partecipazioni

Miglior risultato: Primo turno nel 1976, 1984, 2008
- Copa CONMEBOL: 2 partecipazioni

1993: Quarti di finale
1996: Primo turno

## Palmarès

### Competizioni nazionali
- Campionato paraguaiano: 2

1951, 1953, 2007
- División Intermedia: 4

1924, 1956, 1964, 1968

### Altri piazzamenti
- Campionato paraguaiano:

Secondo posto: 1975, 1983, 2001, 2007
- Copa Paraguay:

Terzo posto: 2018, 2024
- Coppa Sudamericana:

Semifinalista: 2015

## Rosa 2025
| N. |                      | Ruolo | Calciatore          |
| -- | -------------------- | ----- | ------------------- |
| 2  | Paraguay (bandiera)  | D     | Rodi Ferreira       |
| 3  | Paraguay (bandiera)  | D     | Adrián Brizuela     |
| 4  | Paraguay (bandiera)  | D     | Mathías Suárez      |
| 5  | Paraguay (bandiera)  | D     | Alexis Villalba     |
| 6  | Argentina (bandiera) | D     | Julián Marchio      |
| 8  | Paraguay (bandiera)  | C     | Walter Rodríguez    |
| 9  | Paraguay (bandiera)  | A     | Walter González     |
| 10 | Argentina (bandiera) | C     | Guillermo Hauché    |
| 11 | Paraguay (bandiera)  | C     | Elvio Vera          |
| 12 | Paraguay (bandiera)  | P     | Alfredo Aguilar     |
| 13 | Paraguay (bandiera)  | C     | Iván Torres         |
| 14 | Paraguay (bandiera)  | C     | Fernando Benitez    |
| 15 | Paraguay (bandiera)  | C     | Sebastián Maldonado |
| 16 | Paraguay (bandiera)  | C     | Ángel Benítez       |
| 17 | Paraguay (bandiera)  | C     | Kevin Pereira       |
| 18 | Paraguay (bandiera)  | A     | Rodrigo Cáceres     |
| 19 | Paraguay (bandiera)  | A     | Marcelo Pérez       |
| 20 | Argentina (bandiera) | C     | Rubén Darío Ríos    |

| N. |                      | Ruolo | Calciatore          |
| -- | -------------------- | ----- | ------------------- |
| 21 | Argentina (bandiera) | A     | Felipe Pasadore     |
| 22 | Paraguay (bandiera)  | D     | Santiago Ocampos    |
| 23 | Paraguay (bandiera)  | D     | Pablo César Aguilar |
| 28 | Paraguay (bandiera)  | D     | Marcelo Jiménez     |
| 29 | Paraguay (bandiera)  | C     | Aldo Parra          |
| 32 | Paraguay (bandiera)  | C     | Danilo Fernández    |
| 33 | Paraguay (bandiera)  | D     | Rodrigo Alborno     |
| 35 | Paraguay (bandiera)  | P     | Hugo Gaona          |
| 37 | Argentina (bandiera) | C     | Lautaro Comas       |
| 38 | Argentina (bandiera) | C     | Elías Contreras     |
| 40 | Paraguay (bandiera)  | P     | Angel Espinola      |
|    | Paraguay (bandiera)  | C     | Rodrigo Rojas       |
|    | Paraguay (bandiera)  | A     | Jorge Benítez       |
|    | Paraguay (bandiera)  | D     | Roger Rojas         |
|    | Paraguay (bandiera)  | D     | Diego Vera          |
|    | Paraguay (bandiera)  | D     | José Leguizamón     |
|    | Paraguay (bandiera)  | A     | Alexandro Giménez   |
|    | Paraguay (bandiera)  | A     | Matías Medina       |

## Rosa 2008-2009
| N. |                      | Ruolo | Calciatore           |
| -- | -------------------- | ----- | -------------------- |
| 1  | Paraguay (bandiera)  | P     | Carlos Acevedo       |
| 2  | Paraguay (bandiera)  | D     | Celso Esquivel       |
| 3  | Paraguay (bandiera)  | D     | Luis Romero          |
| 4  | Paraguay (bandiera)  | D     | Derlis Peralta       |
| 5  | Paraguay (bandiera)  | D     | Reinaldo Román       |
| 6  | Paraguay (bandiera)  | D     | Sergio Bareiro       |
| 7  | Paraguay (bandiera)  | D     | Daniel Ramírez       |
| 8  | Argentina (bandiera) | D     | Valentín Filippini   |
| 9  | Paraguay (bandiera)  | D     | Edgar Miranda        |
| 10 | Paraguay (bandiera)  | C     | Carlos Mereles       |
| 11 | Paraguay (bandiera)  | C     | Luis Alejandro Núñez |
| 12 | Paraguay (bandiera)  | C     | Juan Hermosilla      |

| N. |                     | Ruolo | Calciatore              |
| -- | ------------------- | ----- | ----------------------- |
| 13 | Paraguay (bandiera) | C     | Rodolfo Romero          |
| 14 | Paraguay (bandiera) | C     | Claudio Vargas Villalba |
| 15 | Paraguay (bandiera) | C     | Juan Abente             |
| 16 | Paraguay (bandiera) | C     | Derlis Ortiz            |
| 17 | Paraguay (bandiera) | C     | Walter Avalos           |
| 18 | Paraguay (bandiera) | P     | Arístides Florentín     |
| 19 | Paraguay (bandiera) | P     | Bryan Steven López      |
| 20 | Paraguay (bandiera) | C     | Sixto Alcaraz           |
| 21 | Paraguay (bandiera) | C     | Édgar Rodríguez         |
| 22 | Paraguay (bandiera) | A     | Jorge Sanabria          |
| 23 | Paraguay (bandiera) | A     | Adriano Duarte          |
| 24 | Paraguay (bandiera) | A     | Julio Martínez          |

## Giocatori famosi
- Aurelio Gonzalez
- Dionisio Arce
- Jose Parodi
- Silvio Parodi
- Jose Raul Aveiro
- Francisco Rivera
- Julio Cesar Romero
- Raul Vicente Amarilla
- Jose Luis Chilavert
- Francisco Esteche
- Aristides Masi
- Paulo Cesar Aguilar
- Takayuki Morimoto